# Kochira Katsushika-ku Kameari Kōen-mae Hashutsujo
Cảnh sát kỳ tài, được biết đến ở Nhật Bản như Kochira Katsushika-ku Kameari Kōen Mae Hashutsujo (こちら葛飾区亀有公園前派出所 Đây là đồn cảnh sát trước công viên Kameari ở phường Katsushika), thường được rút ngắn thành Kochikame (こち亀), là một bộ truyện tranh hài kịch của Nhật Bản được viết và minh họa bởi Osamu Akimoto. Nó diễn ra trong ngày hôm nay, trong và xung quanh một đồn cảnh sát khu phố (kōban) ở trung tâm thành phố Tokyo, và xoay quanh những hành vi sai lầm của cảnh sát trung niên Kankichi Ryotsu.
Nó được tiếp tục tuần tự trong Weekly Shōnen Jump trong 40 năm, từ tháng 9 năm 1976 đến tháng 9 năm 2016. 1.960 chương của nó được thu thập thành 200 tập tankōbon, làm cho nó trở thành loạt manga có số lượng lớn nhất. Manga đã được chuyển thể thành một bộ phim truyền hình anime, được sản xuất bởi Studio Gallop và phát sóng tại Nhật Bản bởi Fuji TV, ba bộ phim hoạt hình sân khấu (tương ứng với Tatsunoko và Gallop), hai bộ phim hành động trực tiếp, nhiều giai đoạn thích ứng và loạt phim truyền hình hành động. Tính đến năm 2014, bộ truyện đã bán được hơn 157 triệu bản, khiến Kochikame trở thành một trong những bộ manga bán chạy nhất trong lịch sử. Năm 2005, TV Asahi đã đặt tên cho anime số 36 trong danh sách Top 100 Anime. Bộ truyện đã được trao Sách Kỷ lục Guinness cho "Hầu hết các tập được xuất bản cho một bộ manga duy nhất."

## Âm mưu
Ca khúc điển hình của Kochikame liên quan đến Kankichi "Ryo-san" Ryotsu đến với một kế hoạch kiếm tiền bằng cách phát minh ra một công cụ mới hoặc tận dụng một mốt, đạt được thành công lớn, kêu gọi sự giúp đỡ của Keiichi Nakagawa khi mọi thứ trở nên chua chát, và cuối cùng mất tất cả như mốt hết hơi nước hoặc ngoài tầm kiểm soát. Trong khi các lô được gag-driven, nhiều hài hước đến từ sự kết hợp của các nhân vật trần tục với những người được kỳ lạ ra khỏi vị trí; chẳng hạn như Nakagawa, người giàu có và Ai Asato, người chuyển giới. Những điểm chung của chúng là sự thiếu hụt của công việc thực tế của mọi người, hầu hết trong số đó không bao giờ được giải thích hoặc hợp lý hóa một chút. (Được giải thích trong Jump rằng Ryo-san là một trong những nhân viên giỏi nhất trong việc bắt bọn tội phạm.) Nakagawa và Reiko Akimoto có giấy phép đặc biệt (như mặc quần áo cá nhân thay vì đồng phục để làm việc) từ trụ sở cảnh sát vì kỹ năng ngôn ngữ của họ.
Cốt truyện liên tục phát triển với thời gian và hầu hết các nhân vật chính không thực sự tuổi tác, mặc dù thực tế là bộ phim bắt đầu vào những năm 1970 và sau đó được thiết lập rõ ràng trong những năm 2010. Tuy nhiên, một số nhân vật làm tuổi tác, giống như cháu của Buchao, một đứa trẻ trong những cuốn sách đầu, nhưng bây giờ đã gần với cấp độ cao, mà tác giả đã tự chế nhạo trong một vài tập "nhìn lại".
Kochikame có một lượng khán giả rộng lớn, từ những chàng trai vị thành niên đến những người có lương trung niên. Giống như Homer Simpson, những trò hề của Ryo-san hấp dẫn với những đứa trẻ có thể cười ở một con trâu cũ, và với những người đàn ông lo sợ rằng họ đang trở thành những con trâu cũ - và cũng bởi vì nó thường khéo léo chế nhạo những mốt và xu hướng mới nhất. Những câu chuyện thường vô tội trong nội dung, và những gì ít bạo lực xuất hiện là hài hước, trong khi các đối tượng risqué thường xuyên được bao gồm nghiêm chỉnh cho cười hơn là để titillate. Trong một song song với The Simpsons, sự nổi tiếng rộng lớn của Kochikame đã dẫn đến sự xuất hiện của khách trong dải bởi những người nổi tiếng Nhật Bản thực tế như Tetsuya Komuro.
Đối với người sáng tạo Osamu Akimoto, Kochikame là một sự kính trọng đối với những người dân và các quận ở Tokyo cũ, và hầu hết các tập phim đều mở ra với một minh họa toàn trang về một cảnh đường phố Shitamachi (dưới phố), chơi trên đường phố.

## Phương tiện truyền thông

### Truyện
Được viết và minh họa bởi Osamu Akimoto, Kochira Katsushika-ku Kameari Kōen Mae Hashutsujo liên tục được đăng trên Weekly Shōnen Jump kể từ ngày 21 tháng 9 năm 1976. Akimoto ra mắt bộ truyện dưới bút danh "Tatsuhiko Yamadome", nhưng đã đổi thành sử dụng tên thật của mình 1978, khi nó đạt đến chương thứ 100 của nó. Định kỳ các chương được thu thập thành tập tankōbon của nhà xuất bản Shueisha, được phát hành đầu tiên vào ngày 9 tháng 7 năm 1977. Loạt phim kết thúc vào ngày 17 tháng 9 năm 2016 trong số 42 của năm, để kỷ niệm lần thứ 40 của Kochikame (vấn đề được xuất bản bốn ngày trước khi kỷ niệm thích hợp). Khối lượng tankōbon thứ 200 và cuối cùng của nó đã được xuất bản trong cùng một ngày. Shueisha in lại vấn đề bao gồm chương cuối cùng vào ngày 31 tháng 12 năm 2016, đánh dấu lần đầu tiên vấn đề Weekly Shōnen Jump đã từng được in lại. Vào năm 2017, một manga tiếp theo do Akimoto tạo ra sẽ chạy trong Ultra Jump. Được đặt tên là Ii Yu Da Ne !, nó được đặt trong một nhà tắm bên cạnh một đồn cảnh sát ở Shitamachi, Tokyo.

### Anime
Kể từ khi thành lập Kochikame trong Jump năm 1976, bộ phim không được chuyển thể thành anime thường xuyên, rất có thể bởi vì nó sẽ phù hợp hơn cho một sự thích nghi hành động trực tiếp. Gần nhất nó có thể nhận được khi được chuyển thể thành anime, hoặc dưới dạng quảng cáo cho một số sản phẩm được bán tại Nhật Bản như đồ chơi và đồ ăn nhẹ vào đầu năm 1980 và phim hoạt hình dài 30 phút do Tatsunoko Production sản xuất. thích nghi động của Kimagure Orange Road của Izumi Matsumoto (một manga Jump nổi tiếng khác từ năm 1984) do Studio Pierrot sản xuất tại Shonen Jump Anime Festival do Shueisha tổ chức năm 1985. Nó được đạo diễn bởi Hiroshi Sasagawa, người lúc bấy giờ, nổi tiếng với đạo diễn của mình làm việc trên các công trình khác của Tatsunoko như Speed Racer và nhượng quyền Time Bokan. Nó được phát hành trên video gia đình của Shueisha theo dấu ấn Jump Video như một giải thưởng dành cho những người chiến thắng cuộc thi diễn ra trong một số vấn đề của Weekly Shonen Jump cho lễ kỷ niệm 20 năm 1988. Tuy nhiên, cho đến ngày nay chỉ có những hình ảnh nhỏ của cảnh quay bộ phim có thể được xem trên internet vì bộ phim không được phát hành rộng rãi.
Một bộ phim truyền hình anime của Kochikame cuối cùng đã bắt đầu phát sóng trên Fuji Television vào ngày 16 tháng 6 năm 1996. Studio Gallop đã phát hành 8 năm và 373 tập trước khi kết thúc vào ngày 19 tháng 12 năm 2004. Vào ngày 18 tháng 9 năm 2016, đặc biệt kéo dài một giờ bởi Studio Gallop phát sóng trên Fuji TV cho lễ kỷ niệm lần thứ 40 của manga. Nó có một số diễn viên lồng tiếng reprising vai trò của họ từ loạt trước đó, cũng như đạo diễn Akira Shigeno.
Studio Gallop cũng sản xuất hai bộ phim hoạt hình sân khấu, phát hành vào ngày 23 tháng 12 năm 1999 và 20 tháng 12 năm 2003 tương ứng.
Năm 2006, Kochikame bắt đầu phát sóng trên TV Hungama ở Ấn Độ.

### Live-action
Kochikame cũng đã có bộ phim hành động trực tiếp, một bộ phim truyền hình và các giai đoạn thích ứng. Bộ phim được đạo diễn bởi Kazuhiko Yamaguchi, đóng vai chính Mitsuo Senda trong vai Ryo-san và được phát hành năm 1977. Một bộ phim truyền hình trực tiếp có sự tham gia của Katori Shingo khi Ryo-san bắt đầu phát sóng trên TBS vào ngày 1 tháng 8 năm 2009, dựa trên bộ phim truyền hình này và có tựa đề Kochikame - The Movie: Save The Kachidiki Bridge!, được mở tại Nhật Bản vào ngày 6 tháng 8 năm 2011. Một phiên bản chơi khác được mở vào tháng 9 năm 2016 cho lễ kỷ niệm lần thứ 40 của loạt phim và, giống như những người khác, được viết bởi các ngôi sao Lasar Ishii trong vai Ryo-san, người cũng là diễn viên lồng tiếng cho nhân vật trong anime.

## Kochikameđời thực
Kameari Koen (ja) là một công viên thực sự ở phường Katsushika của Tokyo. Đồn cảnh sát là hư cấu, nhưng nó được mô hình hóa sau khi một thực tế nằm ở phía bắc của ga xe lửa Kameari. Manga đã mang lại danh tiếng đáng kể cho các khu phố, và nó thu hút người xem từ khắp Nhật Bản đến một trạm (thường bỏ trống) trong một khu dân cư nondescript. Chỉ có một lô đất trống nơi đồn cảnh sát thực sự được định vị.
Vào tháng 2 năm 2006, hai bức tượng bằng đồng của Ryo-san được dựng lên ở cửa phía bắc và phía nam của Ga Kameari. Hiện có một đường mòn của 14 bức tượng trong khu vực.

## Kỷ niệm 30 năm
Nhân dịp kỷ niệm 30 năm ngày sinh nhật của Kochira Katsushika-ku Kameari Kōen Mae Hashutsujo, một số sự kiện đặc biệt đã được tổ chức. Riêng một bức ảnh của bộ truyện đã được xuất bản trong 13 tạp chí Shueisha khác nhau giữa tháng 8 và tháng 10 năm 2006.